# 응우옌후에
응우옌후에(베트남어: Nguyễn Huệ / 阮惠, 1753년~1792년 9월 16일)는 베트남 대월의 장군 겸 혁명가이자, 떠이선 왕조 부춘 조정의 제1대 황제(재위: 1788년 ~ 1792년)이다. 원래 성명인 응우옌반후에(阮文惠) 또는 사용한 연호인 광중에서 따와 꽝쭝황제(光中帝) 라고 부르기도 한다. 외세인 태국과 청나라의 군대를 격파하여 베트남의 민족 영웅으로 기록된다.

## 생애

### 완씨 일가의 내력
본래 그의 집안은 응우옌(阮)씨가 아니고, 호(胡)씨였다. 완씨 삼형제의 4대조 호비강(胡丕康)은 원래 찐씨 정권 아래에 있는 응에안(Nghệ An)에 살았지만 정완전쟁때 호비복은 완군에게 포로로 잡혀 서산읍으로 귀양당했다. 완주의 왕 완복빈은 그를 서산채주(西山寨主)로 임명했고 호비복의 후손들은 그 작위를 세습하다가 완씨 삼형제의 아버지 대인 호비복(胡丕福) 때 수원현(綏遠縣)쪽으로 이동했다. 완씨 삼형제는 모두 그곳에서 태어났고 또한 맏이인 완문악도 아버지의 서산채주 지위를 물려받았다.
이런 점으로 미루어보아, 완씨 삼형제의 가정은 지주의 관직을 세습했고, 부유했다고 보는 시각도 있다. 그래서 평범한 농민의 반란이 아닌 서산읍리의 하층 관리의 봉기로 보기도 한다. 하지만 부패해가던 대월을 갈아엎은 것은 변함이 없고 완혜가 명군이란 점엔 아무런 반론이 없으며 초기의 서산이 농민의 고통을 이해했다는 건 확실하다.
완씨 삼형제는 앞서 말했듯 완씨가 아닌 호씨였으며, 삼형제는 어렸을 때부터 계몽사상을 배웠기에 혁명을 꿈꾸게 되었고 삼형제의 아버지 호비복 역시 초헌(焦獻)의 제자였다. 장문행(張文行)의 아들인 초헌은 원래 성이 장(張)씨인데, 그의 아버지 장문행은 무능하고 부패한 권신 장복만에게 살해당해 가족인 자신도 화를 입을까 두려워 안태읍(安泰邑)으로 이주하였다. 그곳에서 호비복과 그의 아들들인 완씨 삼형제를 가르쳤으며 그들의 재능을 알아보고 언젠간 부패한 대월을 혁명으로 일으키도록 조언하였다.
완씨 삼형제는 안남 응우옌씨 정권의 무능한 권신인 장복만에 대항하여, 1771년에 응우옌반후에는 형인 응우옌반냑이 일으킨 반란에 가담했다. 덕분에 형제들과 함께 안남 백성들의 민심을 사로잡았다. 또한 자신의 휘하에 베트남 각 지방의 호걸들이 부하로 들어오기 시작했다.

### 제폭구민에 앞장서다

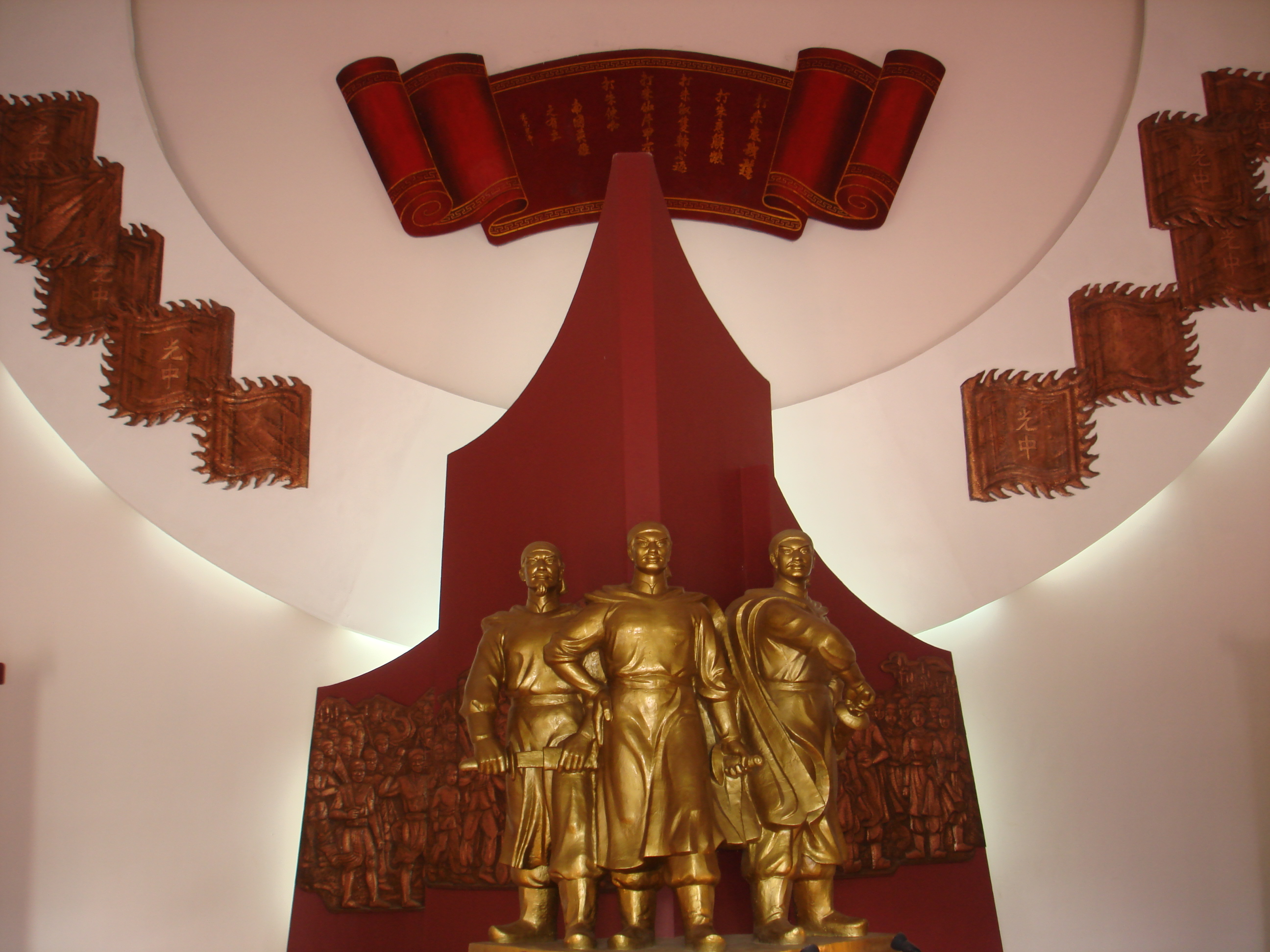
타이손 3형제
(좌로부터 응우옌후에, 응우옌냑, 응우옌르)

아버지 호비복이 죽자 맏이 완악은 아버지의 작위를 물려받았고 세금을 걷는 하급직을 맡았다. 당시 광남국의 개인 토지를 소유한 호족들은 강제 세금 징수와 수탈이 일상이였으며 게다가 자연재해까지 겹쳐 민심이 흉흉해졌고 농민 봉기가 잦아졌다. 이런 상황을 보다못한 관리 완악은 걷은 세금을 모조리 빼돌려 빈민들에게 뿌렸고 결국 지명수배까지 찍혀 완혜와 완여를 데리고 멀리 도망가 한동안 도적으로 지낸다.
마침내 1771년 삼형제는 성을 쌓고 군사를 모집하였다. 이른바 떠이선 당의 난의 준비인 것이였다. 명분은 부패한 간신 장복만의 실각과 무능한 완왕 완복순(阮福淳)의 정권을 무너트리는 것이였다. 명분이 확실했던 봉기는 서산의 승리였고 부정부패한 관리들의 재산을 회수해 빈민들을 구제하고 호씨에서 완씨로 성을 바꾸어 민심을 얻으려 했다.
맏이와 두 명의 동생들은 그곳의 토호 완장(阮樁)과 상인 현계(玄溪)의 지지를 얻어 기타 농민 출신 봉기군의 세력을 흡수했고 농민군들의 호응을 받으며 더 이상 무시할 수 없을 정도로 세력을 키웠다. 1773년 완악은 스스로 제1제후를 칭했고 완장은 제2제후를, 현계에겐 제3제후의 작위를 하사했다.
삼형제 중 막내인 완혜는 당시 19세의 건장한 장군이였다. 나이에 비해 용기있고 군사적 재능이 묻어나는 사람들은 그의 모습에 감복하여 완혜는 큰 인기를 얻었다. 다만 가륭제가 세운 응우옌 왕조때 작성된 대남실록(大南實錄)엔 완혜를 큰 종덩이와 같고 눈을 부릅 뜬 재수없는 외모에, 교활하기까지 하였다는 등 비하적인 표현으로 서술되어 있다.

### 완씨 응징

#### 서산-정씨연합군

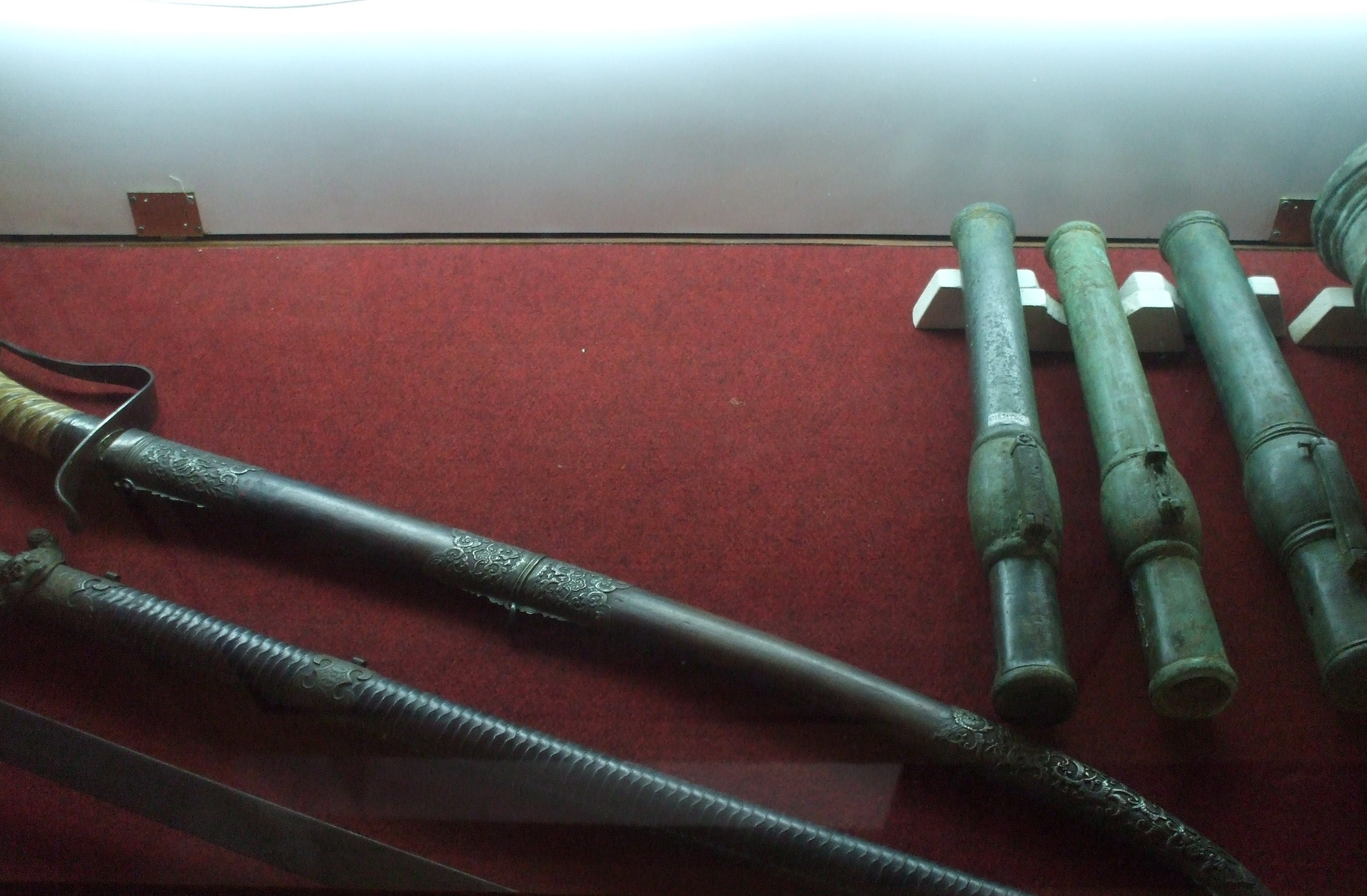
타이손 형제가 쓰던 총과 검

삼형제가 반란을 일으켜 완복순을 비롯한 주요 인사들이 실각되었다는 소식에 정주왕 찐섬은 1774년 간신 장복만을 처형한다는 명목으로 황오복(黃五福)을 비롯한 삼만 대군을 남쪽으로 보내 완씨 정권과 다시 전쟁을 일으킨다. 부패했던 완씨 정권은 맹렬하게 진격하는 정씨에게 수도 부춘(富春)을 함락당했으며 완복순이 자딘으로 도망가자 완악은 완복순과 달리 우호적인 여론을 띄우던 완씨 일족인 완복양을 새로운 완왕으로 추대하였다.
동시에 서산군도 귀인에서 출발해 광남을 공격하려 하였다. 그러나 완악이 이끄는 서산군이 금사촌(錦沙村)에서 정주군에게 패배했고 완복순은 그 틈을 타 서산군에게 점령당한 영토 일부를 수복하였다. 상황이 복잡하게 돌아가자 완악은 황오복에게 화의를 제안했고 서로 이해관계가 맞아떨어진 둘은 연합을 계획한다. 그리고 완악은 자신의 딸을 완복양에게 시집보낸 뒤 완왕이 방심한 틈을 타 동생 완혜에게 진격을 명하여 완군을 치고 푸옌성 일대를 점령하여 완씨의 통치를 사실상 끊어놓는다.
1775년, 약 250년의 세월동안 갈라졌던 나라가 다시 한 나라로 합쳐진 것이다. 정주 역시 눈엣가시로 여긴 완주가 사라지자 기뻐했고 완혜의 공을 크게 사 서산교 전봉장군(西山校前鋒將軍)으로 책봉하였다.

#### 가정 함락, 완씨들의 몰락
동시에 정주군도 대거 남하했으나 전염병이 돌자 황오복은 광남을 포기하고 군대를 철수하였다. 그렇게 광남의 땅은 자연스럽게 서산의 소유가 되었으며 1777년 완혜는 형의 명령으로 출병해 가정(嘉定)을 공격해 점령에 성공하자 완복순과 그 일족들은 도망쳤으나 완혜의 추격병에게 사로잡혀 참수형에 처해졌다. 또한 서산군에게 항전하던 완왕 완복양도 항복하여 완씨 광남국을 멸망시켰다.
다만 이때 완씨의 일족 완복영만이 탈출에 성공했고 서산군은 다시 귀인(歸仁)으로 돌아와 살아남은 완복영의 군대와 항쟁을 벌였으며 1778년 완악은 도반성(闍槃城)에서 칭제하고 황제로 즉위한다.

### 가정 쟁탈전

#### 완복영의 발악
완악은 응우옌씨 정권을 몰아내고 완씨 일족을 처형해 1인자가 되었지만 완주는 처형 당시 탈출한 완씨 일족 중 한명인 완복영의 기적적인 즉위로 재기에 성공한다. 완혜와 완여가 가정 일대를 평정한 후 함께 인부(仁府)로 돌아왔고 그들의 부하들만 남아서 그곳을 순찰했다.
완혜, 완여가 떠난 후 완복영은 두청인과 함께 일명 동산(東山)군을 조직해 서산에 대항했고 다시 가정을 탈환했다. 그리고 옛 완주의 유신들도 완복영을 지원했고 그 여파로 서산에게 일부 빼앗긴 영토를 다시 수복하였다.

##### 서산-완 전쟁
완복영은 재기에 성공했고 그 공은 하여금 두청인의 동산군의 활약으로 세웠기에 두청인은 곧바로 권신으로 변하였다. 완복영은 그의 권세를 염려해 그를 죽였고 다시 가정지역은 혼란에 빠졌다.
1782년 태덕제가 완혜를 비롯한 병사 3천명과 배 몇 척을 거느리고 직접 친정하여 칠기강(七岐江)에서 완군과 대치하였고 완복영은 프랑스군과 연합하였으며 완복영은 완혜와 수중에서 치열한 전투를 벌였다. 하지만 서산의 완혜의 군사적 재능으로 밀려 완군의 배들은 싸우지도 못하고 스스로 무너졌고 서양의 지원군들은 놀고 있다가 완혜가 병사들을 모아 서양의 배들을 불바다로 만들어 버렸다.
전쟁은 허무하게 서산의 승리로 종결나고 가정은 서산에게 다시 넘어갔다. 한편 완조의 잔존 세력인 동산의 두한칩(杜閑蟄)은 곧 부안(富安)에서 군사를 이끌고 완복영을 지원하여 서산에게 저항하였다. 완혜는 이때도 형 태덕과 협력해 남하하여 사기강(四岐江)에서 배수진을 치고 완군을 격파한 다음 부국도(富國島)로 도망갔으나 거기서도 패배하여 다시 곤륜(崑崙)으로 도망갔다. 서산군은 곤륜까지 진격했으나 난데없이 폭풍이 불었고 완복영은 그 기회를 틈타 포위망을 뚫고 다시 부국도로 도망갔다.

##### 시암군을 격파하다

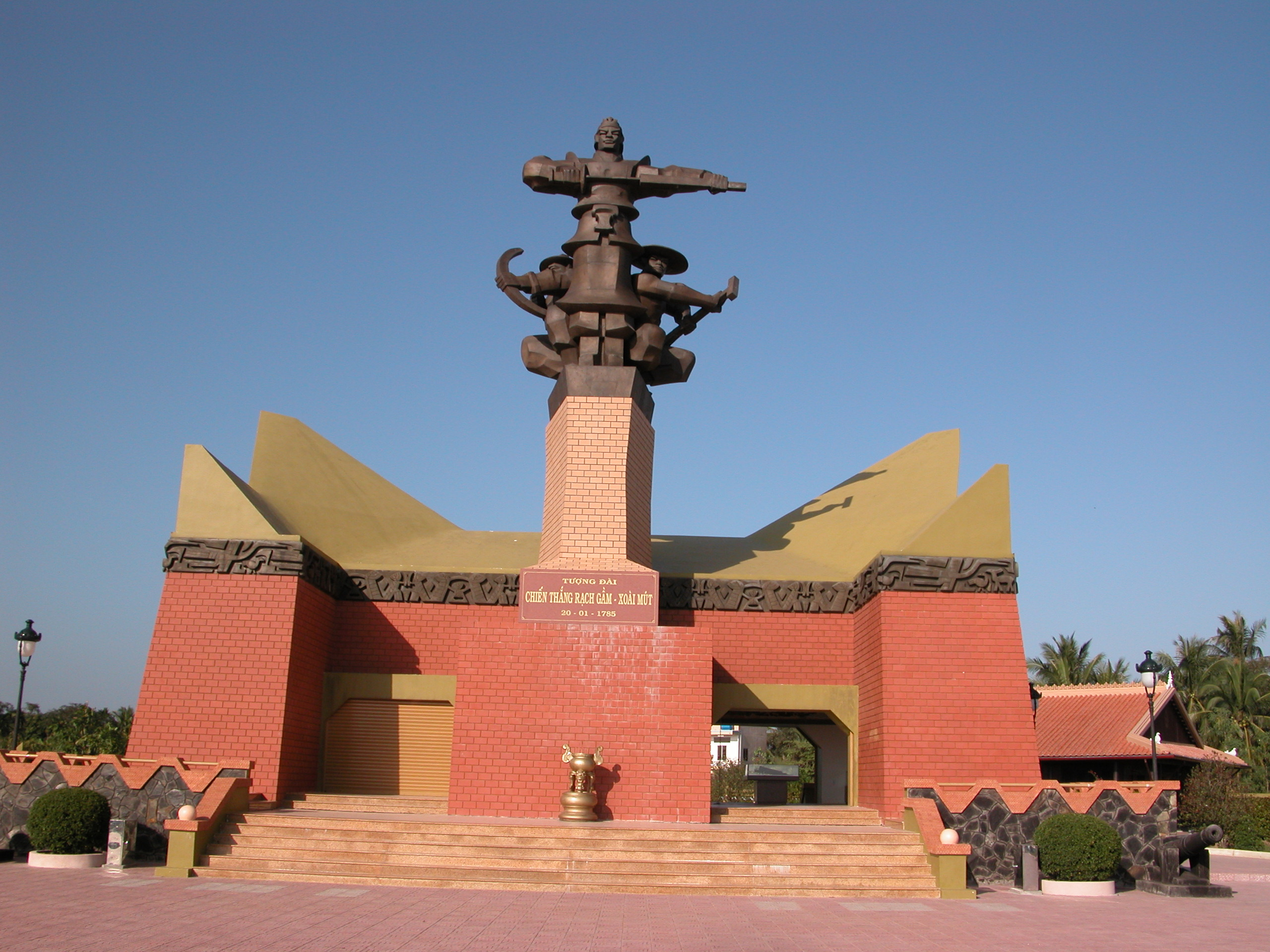
태국군과의 전쟁 승리를 기념하여 세운 동상

완왕은 연이은 패배에도 재건을 포기하지 않고 프랑스 선교사 피뇨에게 자신의 큰아들 경을 맡기고 도움을 청했다. 프랑스에 이어 시암에도 도움을 청했고 서산의 확장을 염려하던 시암왕 라마 1세가 동의하여 지원군을 얻어냈다.
마침내 1784년 시암-프랑스-완주 연합군과 대 서산 전쟁이 시작되었다. 먼저 라마 1세는 캄보디아의 섭정 소피에를 파견해 서산이 점령한 가정을 공격하게 했고 7월차엔 대장군 소증(昭曾), 소상률(昭霜率)를 주축으로 병사 2만, 전함 300척이란 엄청난 규모를 동원해 가정을 공격했다. 완복영도 시암군과 참전했고 시암-완 연합군은 서산의 차온(茶溫)을 비롯한 2개의 현을 점령한다.
이에 서산군수직 장문다(張文多)가 놀라 서산 수뇌부에 지원을 요청해 태덕의 명으로 완혜는 시암-완 연합군을 정벌하러 출발했다. 그러나 시암의 압도적인 물량에 패배에 몰리자 항복을 고려했지만 충신 여춘각(黎春覺)의 설득으로 항복 계획을 내던지고 전략부터 다시 세우는 근성과 치밀함을 보여줬다.
- 시암군의 주요 진격지인 미토시(美湫市)에 복병을 주둔시킨다.
- 서산군 일부를 파견해 시암군을 유인한다.

보기좋게 시암군이 재차 공격하자 서산군은 수로를 따라 시암군을 유인했고 주둔시킨 서산 복병들이 있던 곳으로 가자 포병의 맹렬한 공격에 시암군은 궤멸 직전까지 갔고 이 틈을 타 완혜의 수륙부대는 시암군을 완전히 격파시켜 대월을 지켜냈다. 또 패배한 완복영은 마지막 세력권까지 뺏긴 후 식량도 없이 측근들만 데리고 시암으로 도주했다. 이 대전쟁을 계기로 완혜의 군사력에 두려움을 느낀 시암은 완혜를 '서산의 호랑이'라 칭하게 되었다.

### 북벌의 시작
가정 함락 후 태덕은 북쪽으로 눈을 돌려 완혜에게 정씨 치하의 여조를 몰아내라고 명한다. 완혜는 정주의 쇠퇴를 기회로 출병해 정왕 정종을 압송하여 후여조의 권신이 된다.

#### 부춘을 넘보다
한편 완주멸망전을 벌일 때 협공했던 정주의 장군 황오복은 얼마 안가 죽었다. 북쪽의 막부왕(정왕) 정삼은 배세달(裴世達)을 순화로 보냈고 범오구(范吳俅)에겐 부춘을 맡겼는데 문제는 범오구는 비열하고 의심병 있는 탐관오리라 관리직에 적합하지 않은 인물이였다. 부춘의 방비에 무신경한 범오구의 행실을 보고 완유정(阮有整)이 조문을 올려 범오구의 탄핵을 청했으나 정삼은 듣지도 않은 체 했다. 정주의 부패를 현실로 깨달은 완유정은 정주를 버리고 서산으로 귀순했다.
완악은 1786년 순화 지역의 방비가 허술함을 알고 완혜를 우좌군 총 지휘관으로 임명해 군권을 준 다음 청화를 공격하게 했다. 범오구의 무능함을 보여주듯 서산은 손쉽게 정군(鄭軍)을 쳐버리니 범오구는 도망치듯 부춘성에 돌아와 자신의 측근 황정체(黃廷體)를 출병시켰으나 완혜는 황정체를 귀순하게끔 했고 그의 상관인 범오구도 황정체를 의심하자 화가 난 황정체는 서산에 붙어버렸다. 물 흘러가듯 범오구는 서산에게 손을 들었고 완혜는 순화를 점령한다.

#### 정주멸망전
완혜는 부춘, 나아가 동해(洞海)를 점령했고 점령한 동해를 정비해 정주-서산과의 국경으로 삼으로 했다. 그러나 귀순한 완유정이 반대했고 정씨를 쳐버릴 것을 건의하였다. 완혜는 오랫동안 여씨를 꼭두각시로 부려온 정씨는 힘든 상대라고 판단했는지 완유정과 긴 논쟁을 벌였다.
신이 감히 아뢰옵니다. 북쪽의 병사들은 게으른데다 조정은 기강이 전혀 없사옵니다. 빨리 쳐버리소서.

정씨를 멸망시킨다는 명분으론 천하가 호응하지 않을 것이다.
부춘땐 명분이 있고 단지 운이 좋았을 뿐이다.

북쪽의 정세로 미루어 보아, 그곳엔 사람다운 관리들이 하나도 없습니다.

완혜는 단순히 명만 받고 부춘을 공격한 것이였다. 주군의 명을 받지 아니하고 움직이기엔 너무 독단적 행동이였던 것이다.
큰 공을 세웠으니 더 이상 망설일 필요는 없습니다.

결국 완유정의 의견에 동의한 완혜는 정씨 일족 정벌을 준비한다. 200년 정씨 일족과 농민 봉기군 서산의 여씨, 나아가 대월 존망을 결전하는 대전쟁의 시작을 알린 셈이였다.
부춘에 관해선, 정주는 부춘울 옛 완주의 영토로 봤기에 빼앗기든 말든 별 상관 없었던 영토였다. 그래서 완혜의 부춘 정벌에도 별 관심 없었고 정자권(鄭自權)에게 군사를 준 다음 예안(乂安)을 방비하게 명했다. 그러나 완혜군이 북쪽으로 침투하면서 예안, 청화를 지날때 예안진수 배세수(裴世遂), 청화진수 사명수(謝名垂)의 방어선이 무너졌고 완혜는 그대로 위황강(渭潢江)에 도달한다.
위황강(남정)은 정주의 중앙통제력의 기반 위치였다. 별거 아니라고 생각한 정자권은 완혜가 위황강에 도달했다는 소식을 접수한 후 금동(金洞) 일대를 수비하기에 이른다. 산남(山南)진사 두세윤(杜世胤)이 동안현(東安縣)에 주둔하고 정석양(丁錫洋)은 노강(噜江)에 주둔하였다. 완혜를 가만 놔두다간 진짜로 멸망할 것을 예측하고 수비를 철저히 한 것이다.
양군이 싸우기 전 어느날 밤, 완혜는 배의 위에 나무 인형을 놓곤 북을 치면서 깃발을 흔들고 배를 띄워 물결을 따라 이동하게 했다. 이를 본 정석혜(丁錫惠)가 완혜군의 기습인줄 알고 포격했으나 사실 아무도 없던 인형이였다는걸 깨달은 때엔 탄약이 다 떨어진 때였다. 완혜는 그 때를 노렸고 속수무책으로 당한 정석혜는 배를 버리고 도주했으며 정자권과 두세윤의 군대들도 와해되었다. 이어서 완혜는 위황강 부근의 산남을 공격했다.
이후 완혜는 진격하면서 부려멸정(扶黎滅鄭)의 명분을 내세웠고 정주가 반격하기도 채 전에 완혜는 여씨 대월의 수도 승룡에 이미 접근한 터였다. 정왕 정종은 황마기(黃馮基)를 불렀지만 이미 만춘호(萬春湖)에서 완혜에게 패배한 차였다. 당황하고 두려운 정종이 안되겠다 싶어 코끼리를 타고 완혜군에게 저항했으나 궤멸하고 도망가다 농민 완장(阮莊)에게 붙잡혀 완혜군에게 압송당했다. 압송당한 정종은 자살하여 정주가 멸망했고 동시에 완혜는 정주의 권한들을 자신의 것으로 흡수하였다. 이어서 황제 현종을 알현했고 정왕이 앉는 자리에 앉는 등 정식 책봉에 다가갔다. 1786년. 분열된 대월이 다시 합쳐진 순간이였다.

#### 여씨의 존망
현종은 완혜를 맞이한 뒤 그를 원수 부정익운위국공(元帥扶正翊運威國公)에 봉하고 어린 공주인 여옥흔(黎玉昕)과 혼인시킨다. 마침 형 태덕이 완혜의 북벌 사실을 알자 직접 거병해 동생의 자립을 우려하여 출병했다. 이때 현종이 갑작스럽게 사망하고 그의 어린 손자 유기가 소통제(민제)로 즉위했고 소통은 완혜를 맞아들여 정주의 성에서 살게 했다. 수일 후, 허수아비 황제인 소통제의 제위와 통치권을 인정한 후 남쪽으로 돌아갔다.
여담으로 완악의 사위 무문임(武文任)은 완유정의 됨됨이를 싫어했고 일부러 돌아갈 때 완유정에게 알리지 않았다. 완유정은 서산군이 철수했다는 소식에 재산을 버리면서까지 서산에 귀순하자 태덕이 차마 그를 내치진 못하고 완문예(阮文睿)를 도와 예안을 지키게 했다.

### 주군을 배반하다
정주 멸망 후, 1787년 형 태덕에 의해 분봉이 이루어졌다. 완혜는 북평왕(北平王)에 봉해졌고 둘째 완여(阮呂)는 동정왕(東定王)에 봉해졌다. 완혜는 부춘 지역을 다스리게 되었고 균형이 이루어졌지만 얼마 못가 완여의 사망을 기점으로 형과 동생의 충돌이 일어났다.
먼저 태덕이 완혜에게 광남을 넘기라 명했으나 거절하는 일이 있었다. 완혜 역시 광남을 중요하게 여기고 있었기 때문인데, 화가 난 태덕이 동생 완혜의 처첩까지 손대는 일이 벌어진다. 인륜을 저버린 형의 태도에 분노한 완혜는 태덕의 죄목을 내걸고 귀인을 공격한다.

### 대전쟁의 서막
완혜와 태덕의 불화와 함께 북쪽에선 붕괴한 정씨 정권의 복고 시도가 일어났다. 비록 정주가 무너졌다지만 그 지지파가 강했고, 민제의 서산 견제를 위해 정봉을 정왕으로 정식 책봉한다. 그러나 정석양(丁錫壤) 등 정주의 군사 세력들이 소통에게 압박을 가하여 서산의 도움으로 반환받은 대권을 정봉에게 넘겨버리게 된다. 소통은 상당히 불쾌해 했고 완유정을 비밀리에 불러 멸망한 정씨 세력을 정벌하도록 했다. 고향으로 돌아가 수 만 병사들을 모은 완유정은 탕롱전에서 승리해 정봉을 몰아냈고 그 결과로 소통은 다시 대권을 되찾는다. 하지만 완유정은 정주를 몰아낸 뒤 권신이 되었고 돌이킬수 없는 사건을 계기로 소통과의 관계에 금이 가 다신 조정에 나가지 않았다.
또한 완유정은 이전에 진공찬(陳功燦)을 사신 자격으로 부춘으로 보내 완혜에게 예안을 민제에게 넘기도록 요구하였다. 완혜가 노하자 그 모습을 본 신하 오문초(吳文楚)가 그를 처형할 것을 건의했고 진문기(陳文紀) 역시 되도록이면 암살을 권유하자 정권 유지의 해가 없도록 의견을 받아들여 무문월(武文月)을 보내 진공찬의 배를 뒤집어 진공찬 등을 익사시켰다. 완혜는 완유정을 기회주의자로 판단해 그의 됨됨이를 매우 싫어했고 마침내 간신을 처분한다는 명분으로 무문임을 출병시켰고 완유정을 체포하여 처형시킨다. 황제 소통은 지령현(至靈縣)으로 도망갔고 장등규(張登揆)의 집을 임시 궁궐로 삼아 복위를 시도했으나 연이어 실패하자 결국 청나라에 지원을 요청한다.
사실 완혜는 무문임을 매우 시기했는데, 완혜는 심복 오문초와 반문림(潘文璘)을 보내 항상 무문임의 일거수일투족을 지켜보게 했다. 무문임의 탕롱에서의 여유근 옹립사건을 알게되고 그에게 흑심이 있다고 판단하여 주군에게 알렸다. 예상대로 무문임은 자립을 도모했고 완혜는 기습하여 무문임을 죽인다. 다만 여유근을 감국으로 인정했고 여러 신하들을 보내 그를 보좌하게끔 했다.

### 청나라의 개입

#### 대월의 마지막 불꽃
소통의 지원을 받아들인 청의 건륭제는 손사의를 보내 안남의 서산파들을 진압하게 했다. 손사의가 군을 이끌고 남하하자 서산군의 장수 반계덕(潘啟德)이 투항했고 지레 겁먹은 완문영(阮文艷)이 경북으로 도망가버렸다. 청군이 승룡까지 진군하자 완혜의 심복 문초가 감국 여유근의 명의로 완아(阮衙)를 보내 화의를 요청했다. 그러나 북경(北京)으로 가던중 청군의 제제와 소통의 청군 협조를 알자 장수 오시임(吳時任)의 건의를 받아들여 산첩산(三叠山)으로 후퇴했다.
여조-청 연합군의 탕롱 진격이 한시가 바쁜 위급 상황이란걸 깨닫고 오문초는 등문진과 합했으며 완문설(阮文雪)을 부춘으로 보내 주군에게 위급함을 알렸다.

#### 광중(光中) - 칭제건원

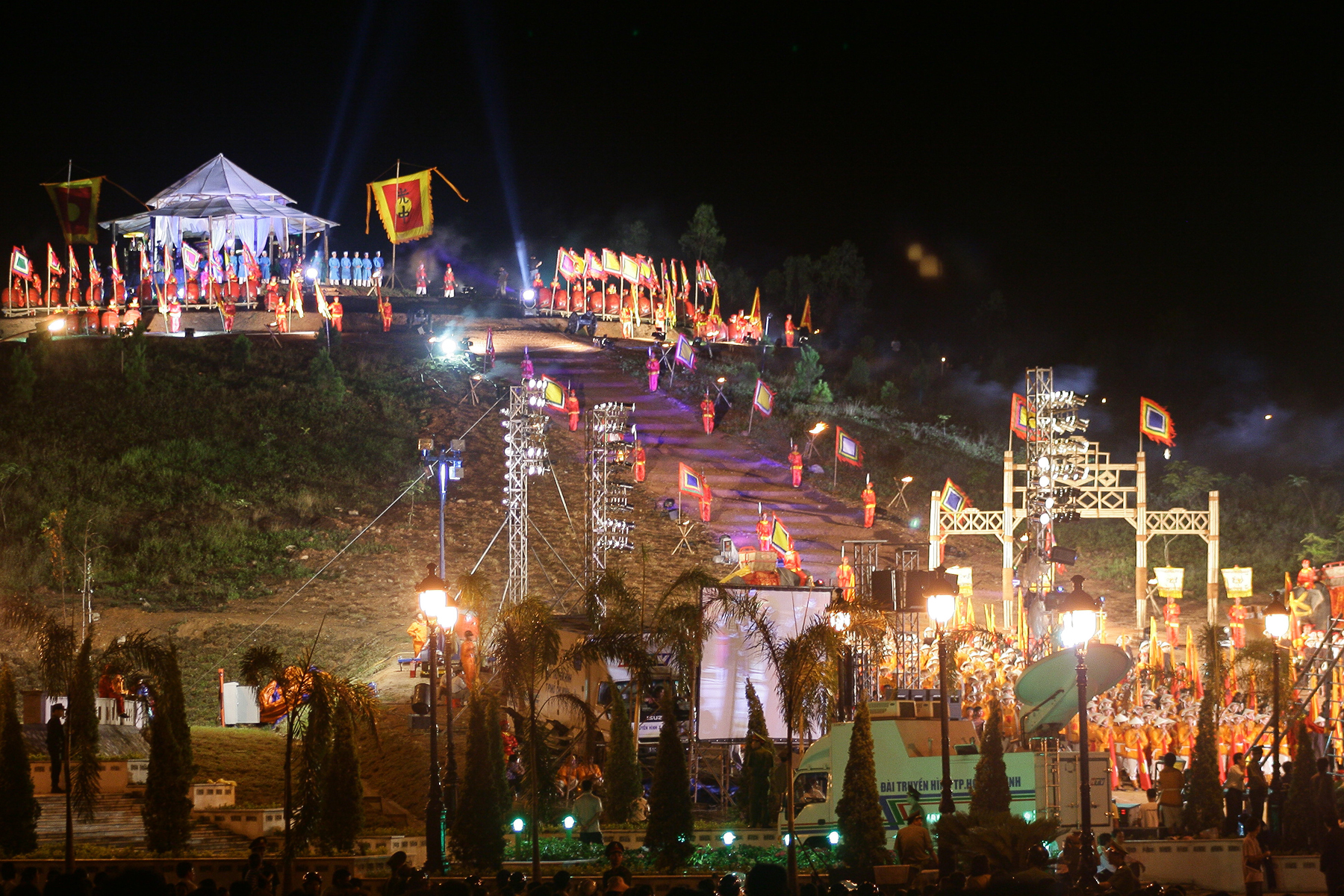
2008년 8월의 꽝쭝 황제 즉위식 재현행사

완혜는 북상을 계획했고 신하들은 그의 즉위를 청했다. 마침내 1788년 11월 25일 어병산(御屏山)에서 즉위하여 연호를 광중(光中)이라 정식 건원하였고 다음과 같이 말했다.
칭제는 단지 청에 대항하기 전 마음을 다스리기 위함이다.

완혜는 예안에 이르러 병사 10만명을 선발한 후 코끼리 100마리를 골라 전투 태세를 갖췄다. 청군은 승룡에 들어간 후 소통을 복위시키고 승룡 부근에 병사들을 주둔시켰다. 완혜는 손사의에게 자신을 낮추고 사죄하는 척 하자 손사의가 속아 대비하지 않게 되었다. 동시에 청조는 소통을 정식 안남국왕으로 책봉했으나 형식상 안남왕(황제)였지 손사의가 정씨 때처럼 국정을 농단하는 상황을 가져오게 했다.
반면 완혜군은 그동안 휴식과 철저한 정비를 기반으로 섣달그믐에 청군을 향한 맹공을 가했다. 서산군은 사기가 하늘을 찌를 듯 했고 행군은 매우 신속했다. 완햬는 친정해 간수(涧水)에 이르렀을 때 황풍의(黃馮義)의 군사를 격퇴하고 청군 포로들을 생포했다. 완혜는 군영을 에워싸고 나팔을 부르며 손사의에게 항복을 권유했고 아무런 방비도 하지 않은 청군은 전부 투항하는 상황이 벌어졌다. 그러나 옥회군영에 진군하자 청군이 무서울 기세로 서산군에 맞섰다. 완혜는 병사들에게 나무판자 세 개를 한데 묶어 젖은 벼로 싸라고 명한 후 20명으로 이루어진 한 조에게 판자를 등에 메게끔 했다. 허리에 칼을 차고 스무 명이 무기를 들고 뒤따랐으며 완혜는 군사들을 지휘하였다.
참고로 청나라의 인물 왕지춘(王之春)은 자신이 쓴 청조유원기(淸朝柔遠記)에서 이 전투와 관한 내용이 전해진다.
「（阮惠軍）皆以象載大礮，官軍（清軍）倉卒禦敵，衆寡不敵，遂潰。」
완혜군은 코끼리의 난동과 청군의 두려운 마음을 이용했고 청군은 중과부적이라 궤멸당했다.

결국 완혜군은 옥회를 함락하고 청군을 격파해냈다. 그 시각 손사의는 한창 놀고 있는 참이였는데 패전했다는 소식에 청으로 도망갔고 그들이 놓고간 옥새와 전리품은 서산군이 노획해갔다. 황제 소통도 청나라로 도망가 버렸으며 멸망한 여조의 옥좌는 완혜가 접수하게 되었다.

#### 청의 안남왕 책봉

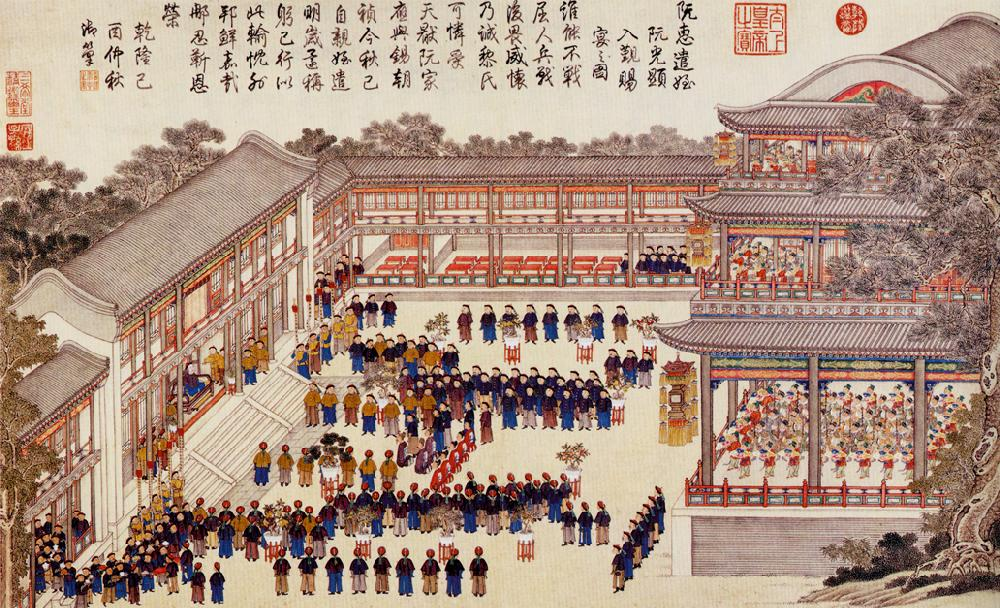
조카 응우옌광히엔과 청나라의 평화 협정 (1789년)

청에선 손사의가 패배한 책임을 물어 그를 해임하고 복강안(福康安)을 양광총독에 임명했다. 새 총독 복강안은 안남의 군사력에 놀라 휴전을 요청했고 사람을 시켜 완혜에게
여유기가 이렇게 망한건 하늘이 도울 필요가 없다고 판단했기 때문이다.

라는 편지를 보내 완혜가 정식 안남왕 책봉과 청과의 화의를 맺을 수 있다는 뜻을 암시하였다. 완혜는 책임을 손사의에게 떠넘긴 후 청군의 포로를 돌려보내고 복강안한테 뇌물을 주면서 화해를 청했다. 완혜는 이름을 광평(光平)으로 바꾸고 조카 완광현(阮光顯)과 무휘진(武輝瑨)을 보내는 것과 자신이 직접 알현하겠다고 허락을 구했다. 건륭제는 국왕이 직접 알현하는 건 사상 처음이라고 기특하게 여겨 완혜를 바로 안남왕에 정식 책봉했다. 건륭제는 더 이상 여유기를 후원하지 않았고 그에게 멀리 떨어진 곳으로 거처를 옮기라고 명했다.
다만 막상 가기엔 무언가 찝찝했는지 병을 이유로 시간을 질질 끌다가 어쩔수 없이 가야하는 상황이 오자 자신과 용모가 비슷한 이를 불러 자신을 사칭하게 했고 건륭제는 그를 진짜 완광평으로 착각해 그를 극진하게 대했다. 참고로 조선왕조실록에도 우리나라 정조 14년 3월 27일 안남왕 완광평을 성종인(成種仁) 사절단이 보았다는 기사가 있는데 이 안남왕 광평은 광중이 보낸 가짜 안남왕이다.
청으로부터 책봉받은 완혜는 안남왕 책봉을 근거로 자신의 통치를 견고히 하고 여옥흔을 황후로, 아들 광찬을 태자로 책봉하였다. 그리고 예안성의 아래에 봉황중도(鳳凰中都)를 축조하여 훗날의 도읍으로 정했고 행정구역과 관제를 수정한 다음 차남과 3남에게 작위를 분봉하였다.

### 국정 운영

#### 불꽃의 야망
완혜는 나아가 대월을 큰 나라로 발전시키고 싶었다. 이전 청월전쟁 때, 소통의 동생 여유지(黎維祗)는 진남관(鎮南關)으로 도망가려다 서산군에 의해 저지당했다. 그러자 농복진(儂福縉) 황문동(黃文桐)과 같이 서산에 저항했고 진녕부의 추장 정고귀합(鄭皐歸合)도 예안을 위협하며 거병했다. 완혜는 진광요(陳光耀)를 지휘관으로 삼아 병사 5천명을 보낸뒤 예안을 공격하게 해 정고귀합의 난을 진압하고 진녕부를 흡수하였고 이어서 비엔티안 왕국을 침략했다. 서산의 공세에 밀려 비엔티안 국왕 차오 난타센은 성을 버리고 도망갔고 시암 국경까지 추격하여 각종 전리품과 말, 코끼리를 포획했다. 서산은 후여의 반(反) 서산 세력을 평정하고 여유지와 그 후원자들을 체포하였다.
이 외에 완혜가 청나라를 침략하려 했다는 기록이 전해진다. 일찍이 여조 말기에 대월은 광서 관하의 토사와 분쟁이 있었는데 안남 측은 원래 광서가 우리 땅이였고 이건 국경 침범이라 주장해 땅을 반환할 것을 요구했으나 거절당했다. 완혜는 그러한 사실에 복강안에게 서신을 보내 땅에 대해 다시 생각할 것을 요구했지만 복강안은 이미 국경이 확립됐다고 생각해 더 이상 그 땅에 대해 생각하지 않았다. 그래서 땅을 되찾기 위해 북벌을 준비했던 것이다.
완혜는 일단 서산의 군사력이 청에 맞서기엔 역부족이였기에 군사를 완벽에 가깝게 정비했다. 백련교의 반청 복명 운동과 중국 연안의 오랑캐들을 지원했고 광동 일대를 조금씩 침략했다. 또한 그 근처의 해적들에게 질 좋은 배를 하사했고 그 해적들은 서서히 세력을 불려 중국 연해 일대를 약탈하였다. 당시 청은 내륙의 반란을 진압하는데 바빴기에 바다의 수비군은 취약할수밖에 없었다. 청 국경의 관리들은 해적들의 후원세력이 완혜인걸 알았지만 그의 공세를 두려워해 감히 뭐라하지 못했다.
그리고 1792년 사신을 보내 땅을 노골적으로 달라고 청에게 요청했다. 거절하면 그걸 구실로 전쟁을 일으키려 한 것인데, 갑작스러운 발병으로 그동안 준비한 전쟁을 포기해야 했다.

#### 자국에서의 정책

##### 지방행정
예안 아래에 새 도성을 짓고 그것을 봉황중도라 칭했으며 나중에 북성(北城)으로 개명했다. 각 현에는 소송을 관리하는 분지(分知), 군을 관리하는 분량(分率)이란 관직을 신설하였다.

##### 농업
1789년 광중은 농업 조칙을 선포해 황무지를 개간하게 했고 고향으로 돌려보내 농사를 짓게 했으며 은퇴한 군인과 노인, 미망인에게 토지를 지급하는 구분전(口分田)을 실시하였다.

##### 징세
남자는 연령에 따라 2~17세까지 미합격항(未及格項), 18~55세까지 장항(壯項), 55~60까진 노항(老項), 61세 이상부턴 노약세(老饒項)라 하여 연령대에 따라 세금을 구분했고 곡물에 대해 정부 땅이든 사유지든 등급에 따라 곡물을 차등 납부하게 하였다.

##### 교육
한자 대신 대월 전용 문자를 보급해 대월의 공식 언어로 지정하려 했고 과거 시험에도 출제하려 했으나 당시 한자가 공문에서 사용되고 있었고 한자를 배운 세대들이 많았기에 반대파들도 많아 성공하지 못한 정책이다.

##### 기타
불교 사찰을 짓고 주지가 그 자리에 맞지 않는 행실을 보이면 바로 그 지위를 박탈케 했다. 또한 호패와 비슷한 신분증을 만들게 했고 중국을 치기 위한 군대를 조직했다. 군대를 조직할 당시 지출이 많아 재정에 부담이 되자 중국에서 약탈한 상품들을 팔아 재정을 매웠다.

### 불꽃이 지다

#### 사망
1787년 오랜 숙적 완복영은 마침내 프랑스와 조약을 체결하고 프랑스의 후원을 기반으로 서산에 다시 대항하였다. 피뇨를 통해 지원받은 프랑스군과 신식 무기로 대월을 침략한단 소식에 완혜는 그를 섬멸하겠다는 격문을 내세웠으나 하늘이 무심하게도 그는 40세의 이른 나이로 한참 중요한 상황에 사망해버렸다. 그의 사망에 관해서 여러 기록이 전해지는데, 완혜가 부춘을 정벌할 당시 완씨 제후왕들의 무덤을 도굴했고, 그 영혼들이 노해 병을 얻었다고 한다. 현대에선 그의 사인을 뇌졸증으로 보고 있다.
완혜가 급히 진광요를 불러 도성 천도에 대해 의논하였으나 완복영의 군대가 여러 군데를 점령했다는 소식에 병세가 더욱더 깊어져갔다. 자신이 죽으면 10살밖에 되지 않은 태자가 즉위할 것을 생각하니 걱정이 가시지 않았고 임종 전 진광요를 비롯한 신하들에게 아들을 도와줄 것을 바라니 신하들은 눈물바다가 되었다.
사후 묘호는 태조 무황제로 정해졌다. 능의 이름은 단양릉(丹陽陵)이고 하늘에 가깝다고 생각한 곳에 두었다. 청은 그에게 충순(忠順)이란 시호를 내렸고 친히 그를 위해 묘비명을 작성하였다.
형인 응우옌반냑도 이듬해 죽었다. 이후 푸쑤언 정권에서는 응우옌꽝또안이 뒤를 잇지만 이미 내분과 분열로 인해 힘을 잃은 뒤였다. 그리고 얼마 가지 않아 1802년 수도 탕롱이 완주에게 점령당하면서 서산조도 동시에 멸망하였다. 서산 황족들은 모두 순화로 압송되어 처형되었고 태덕과 광중의 유해는 완복영에 의해 부관참시 당하는 수모를 맞았다.

### 가족관계
- 부모
  - 아버지 호비복
  - 어머니 완전(阮全)
- 형제
  - 형 완문악
  - 작은형 완문여
- 황후
  - 범련(范蓮)
  - 배안(裴雁)
  - 여옥흔
- 자녀
  - 첫째 완광평 - 경성제로 즉위.
  - 둘째 선공(宣公) 완광반(阮光盤)
  - 6남 강공(康公) 완광수(阮光垂)

이 외의 공주, 왕자들이 더 있다.

### 후대의 평가
현대 베트남에선 민족 영웅으로 크게 추앙받으며 전쟁만 하면 족족 승리하는 그의 재능 역시 높게 평가되었다. 영토 확장 계획과 그의 군사력을 고려해본다면, 광중이 급사하지만 않았더라면 베트남의 영토가 지금보다 더 커졌을거란 평가도 있을 정도이다. 하층민 출신으로 그들을 이해해 개혁된 정책으로 민심을 안정시켰고 그 중에서 청의 20만 대군등 각 외세를 막아냈다는 점은 형인 완문악과 숙적 완복영도 따라오지 못하는 엄청난 치적이다.

## 같이 보기
- 후 레 왕조(말기)
- 현종(顯宗)
- 소통제
- 레주이껀
- 찐씨 정권
- 찐똥
- 찐봉
- 응우옌씨 정권
- 응우옌푹즈엉
- 응우옌푹아인
- 떠이선 왕조
- 태덕제
- 응우옌꽝또안
- 건륭제
- 손사의
- 백련교도의 난